# Backtrack
Backtrack és una pel·lícula de thriller de misteri del 2015 escrita, coproduïda i dirigida per Michael Petroni. La pel·lícula és protagonitzada per Adrien Brody, Bruce Spence, Sam Neill, Robin McLeavy, Malcolm Kennard i Jenni Baird. S'ha doblat al valencià per À Punt.
La pel·lícula es va estrenar el 18 d'abril de 2015 al Festival de Cinema de Tribeca. El 24 d'abril de 2015 Saban Films va adquirir els drets de distribució de la pel·lícula.

## Repartiment
- Adrien Brody com a Peter Bower
- Bruce Spence com a Felix
- Sam Neill com a Duncan Stewart
- Robin McLeavy com a Barbara Henning
- Malcolm Kennard com a Barry
- Jenni Baird com a Carol Bower
- Anna Lise Phillips com Erica George
- Chloe Bayliss com a Elizabeth Valentine
- Emma O'Farrell com a Evie Bower
- Matthew Sunderland com a Steve
- George Shevtsov com a William Bower